# RIM-67 Standard
Le RIM-67 Standard était un missile de conception américaine produit par la firme Raytheon. Il est issu du RIM-66 Standard, mais possède des caractéristiques qui lui sont propres. Le RIM-67 a été conçu pour prendre la succession du RIM-8 Talos, puis plus tard du RIM-2 Terrier au sein de la marine américaine. Il existe deux variantes de cette arme, elles-mêmes divisées en plusieurs blocks : le SM-1 ER (ER : Extend Range, « longue portée » ) et le SM-2 ER.

## Historique

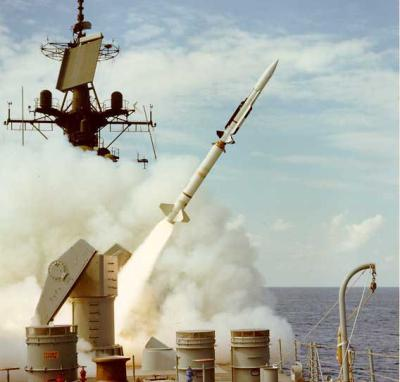
Tir d'un RIM-67 depuis un croiseur de la classe Leahy de la marine américaine.

Les missiles RIM-66 et le RIM-67 sont deux armes différentes par leurs origines, leurs rôles mais aussi leurs performances. 
Le programme des missiles Standard a été lancé en 1963, afin de fournir des remplaçants au trio des armes en « T » : Terrier, Tartar et Talos. L'US Navy ne disposant pas des fonds pour se lancer dans la réalisation de trois nouveaux missiles, il fut convenu que le RIM-66 remplacerait le Tartar dans son rôle de dernière défense et le Terrier dans celui de la moyenne portée. Le RIM-67 remplacerait le Talos pour la frappe lointaine mais également couvrirait une partie de la portée auparavant attribuée au Terrier.
Les deux programmes débutèrent donc séparément. Hugues avait développé le RIM-66 le premier et pour des raisons budgétaires on choisit d'adapter à ce missile un booster supplémentaire sur le principe Tartar-Terrier. Le premier RIM-67 fut lancé en 1967.
Dans les années 1980, l'US Navy avait prévu de disposer d'une version nucléaire de ses missiles standard SM-2ER. En effet, les dernières armes de ce type, les RIM-2D Terrier et les RIM-8E/G/J Talos, étaient sur le point d'être retirées du service, laissant la marine sans capacité de lutte anti-aérienne nucléaire. Ce SM-2 devait être équipé d'une ogive à fission de 4 kT, la W81. Toutefois, ce projet a été abandonné, et l'US Navy ne possède actuellement aucune arme nucléaire de ce type.
En 1995, Hughes (aujourd'hui, la firme Raytheon) a proposé de convertir les RIM-2 Terrier obsolètes, dont plus de 2 000 avaient été entreposés, en cibles supersoniques à basse altitude (SLAT) en remplacement du MQM-8 Vandal (des missiles RIM-8 Talos également convertis en cible). Ces objectifs se déplacent à 10 m d'altitude sur des distances de 40 à 65 km du navire testeur. Il était prévu que certaines de ces cibles volantes simulent des missiles balistiques au sommet de leurs trajectoires mais ce projet fut abandonné. Toutefois, Raytheon garda l'idée et convertit l'excédent des SM-2 ER en engins capables de simuler ce genre de cible dans le cadre du développement du missile RIM-161 Standard Missile 3.
Au début du XXIe siècle, les RIM-67 ont été totalement remplacés par le RIM-156 standard. On peut cependant considérer que cette arme fait partie du même type de missile, il en a d'ailleurs gardé la dénomination SM-2ER.

## Caractéristiques

### Le missile et son propulseur

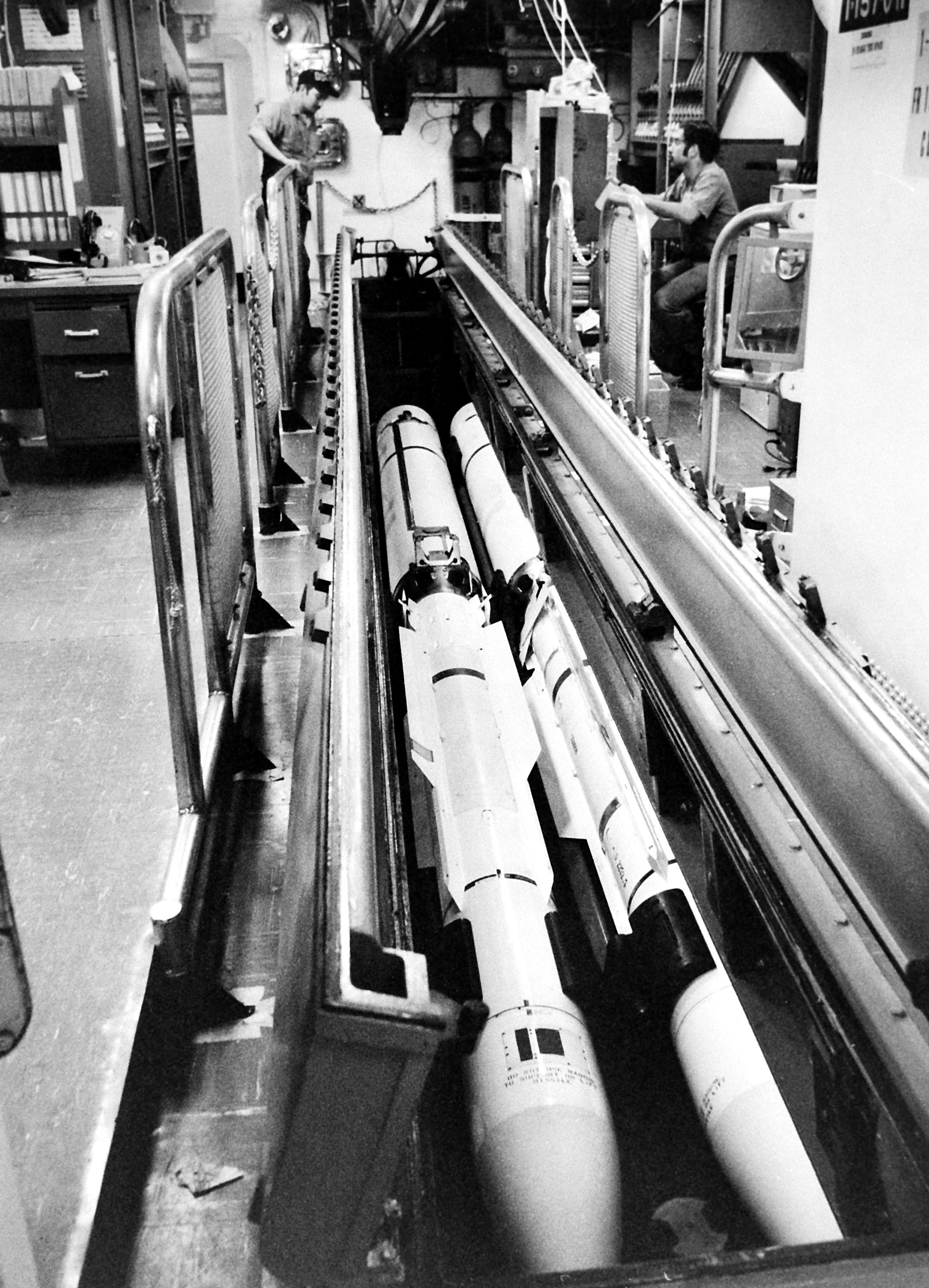
Soute à missiles lors de chargement de SM-2ER sur l'USS Mahan.

Le missile se présentait comme une fusée à deux étages dont la partie supérieure (à l'exception du moteur) se trouvait être le RIM-66. Il s'agissait en fait, du missile proprement dit. C'était un projectile de 608 kg dans sa version la plus massive et il reprenait grossièrement les dimensions du RIM-2A Tartar avec : 4,72 mètres de long, 34,3 cm de diamètre et 1,08 mètre d'envergure. C'était un missile du type cruciforme, ce qui signifie qu'il possédait des ailes fines, longues et fixes sur le fuselage. Le contrôle de la direction était assurée par un groupement de quatre gouvernes de queue.
Avec son étage supplémentaire, le RIM-67 ER était capable d'atteindre une cible à une distance plus de deux fois plus importante que le RIM-66 MR, à pratiquement 200 km pour la dernière version qualifiée de RIM-67. Le propulseur est un moteur fusée à carburant solide. À longue distance du but le guidage s'effectue à l'aide d'une centrale inertielle. Le radar semi-actif (ou le détecteur infrarouge) ne prend en charge la conduite du tir que lors de la phase finale de l'interception. Là où ce guidage inertiel sur le RIM-66 n'est utilisé qu'en haut environnement ECM, pour le RIM-67 il est indispensable : l'écho radar ne serait pas bien perçu par le missile à très longue portée, ce qui risquerait de provoquer sa perte. 
Le propulseur mesure 3,26 m de long, un diamètre de 45 cm et une envergure de 1,57 m pour une masse de 732 kg.
Tous les blocs de missiles standard SM-1ER ont été désignés comme RIM-67A. Ils étaient essentiellement identiques au RIM-66 SM-1MR, exception faite de sa propulsion. En lieu et place du moteur MK MR-56 à double poussée, l'ER utilise un moteur fusée Atlantic Research Corp MK 30 à combustibles solides, et un moteur Hercules MK 12 d'appoint.
Les principales améliorations apportées aux missiles SM-2MR Bloc I / II / III ont été également incluses dans les versions du RIM-67 Standard SM-2ER. Parmi les principales se trouvent : le système de guidage inertiel pour tir à très longue portée et le système de guidage semi-actif pour l'approche finale vers la cible.
À cause de sa taille (près de 8 mètres) le RIM-67 n'est pas conçu pour être tiré depuis les navires Aegis. Cette arme a effectivement besoin d'une rampe de lancement relativement longue pour le supporter : les anciennes rampes des systèmes Talos et Terrier ou les Mk12. Le SM-2ER Bloc I a été désigné RIM-67B, et est entré en service en 1980. 
Le RIM-67C-SM-2ER Bloc II a présenté un nouveau propulseur MK 70 (à la place de son MK 12 d'origine), qui ont presque doublé la portée du SM-2ER. Fait intéressant, les performances du nouveau booster ont entrainé la réalisation d'une nouvelle enveloppe du missile, car la température à la sortie de la tuyère dépassait très largement les capacités de résistance thermique de l'enveloppe du RIM-67C.

### Versions
- Le SM-1ER (RIM-67A) version originelle du Standard ER.

- Le SM-2ER Block I disposait d'un guidage inertiel et d'un radar semi-actif

- Le SM-2ER Block II, reçoit un propulseur plus récent

- Le SM-2ER Bloc III avait un nouveau modèle du moteur convoyeur : le MK30 mod 4, et possédait une amélioration de son MK 45 MOD 8 ATME (Appareil de détection de cible).

Ces versions du RIM-67 ER Standard missiles ne peuvent être lancées à partir de lanceurs verticaux, ce qui rend impossible leur utilisation par les navires équipés de l'Aegis qui utilise des VLS MK41. Par conséquent, le Bloc IV du SM-2ER devait être conçu pour fournir l'Aegis et étendre ainsi la portée de ce système d'arme d'une très grande efficacité. 
La marine américaine avait initialement demandé la désignation RIM-68A pour le Bloc IV du missiles dans la logique des RIM-66 et RIM-67. Toutefois, bien que l'objectif initial-68 selon la désignation des années 1960, un projet de l'USAF (armée de l'air américaine) a longtemps été annulé, les règlements ne permettaient pas la réutilisation d'un ancien numéro de modèle. Par conséquent, la demande a été rejetée, et la désignation RIM-156A a été allouée au nouveau missile. Certaines sources semblent indiquer que SM-2ER Bloc IV est désigné RIM-67E, mais ce n'est pas correct. Au mieux, RIM-67E a été une brève désignation intérimaire avant l'affectation définitive du RIM-156 standard. 
Certains vont même jusqu'à considérer que le RIM-161 est également l'une de ces versions mais se serait simplifier grandement le développement de cette arme capable de frapper des cibles à plus de 200 km d'altitude.
| Désignation officielle | Block            | Notes                                  |
| ---------------------- | ---------------- | -------------------------------------- |
| RIM-67A                | SM-1ER Block I   | amélioration du système d'arme Terrier |
| RIM-67B                | SM-2ER Block I   | programme de mise à niveau (NTU)       |
| RIM-67C                | SM-2ER Block II  | NTU                                    |
| RIM-67D                | SM-2ER Block III | NTU                                    |

### Système d'arme

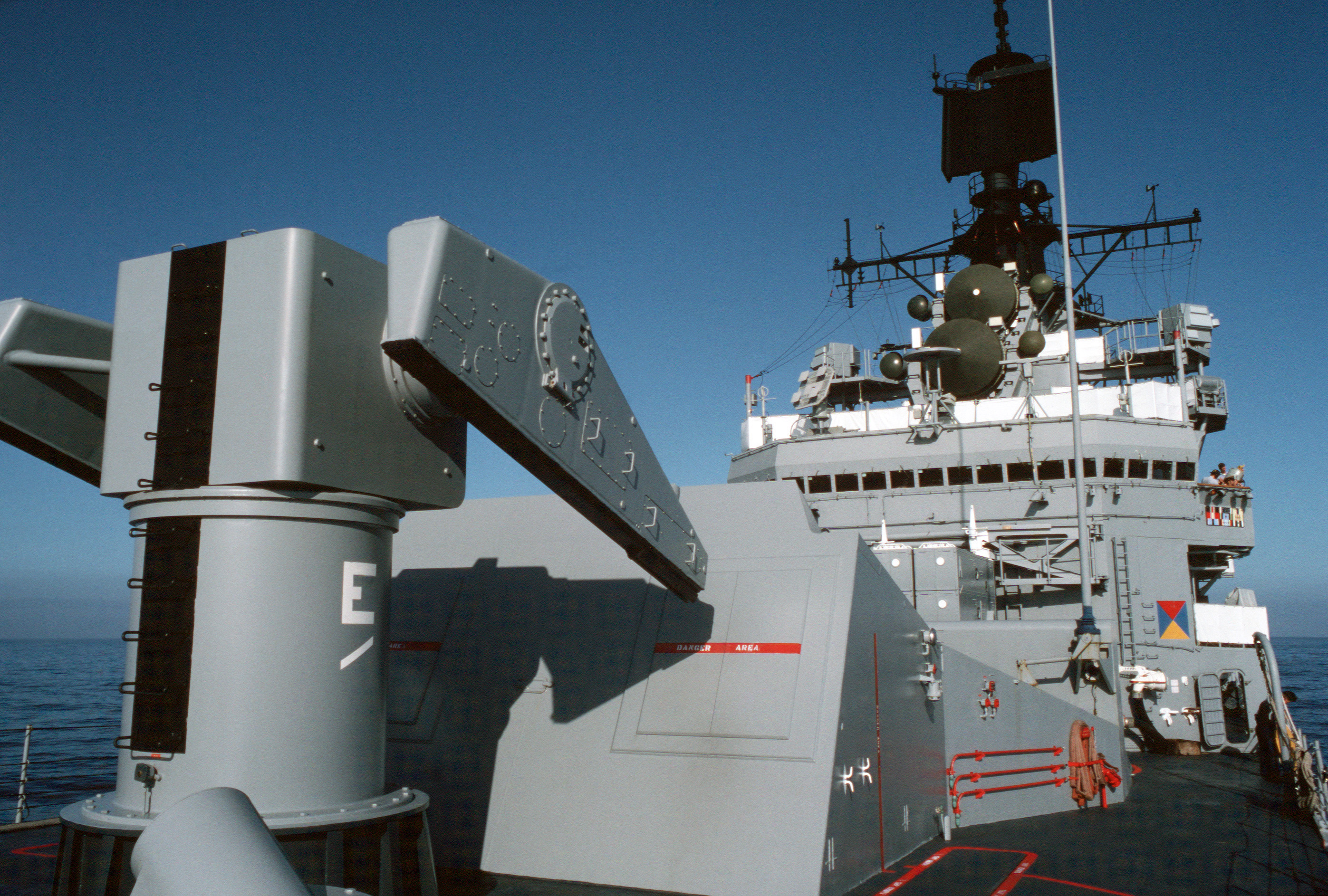
système d'arme RIM-67 de l'USS Worden (CG-18) : la rampe double Mk10, les deux radars de poursuite sur la passerelle et le radar tridim sur le mat principal du navire.

À cause du booster supplémentaire, les SM-1 et SM-2 ER n'ont jamais pu être développés pour le système Aegis et son dispositif de lancement vertical Mk41. (Il dépasserait d'un bon tiers du silo) Les RIM-67 doivent être tirés depuis les navires ayant autrefois utilisé le RIM-2 Terrier en ayant subi une remise à niveau.
Afin de compenser ce manque, Raytheon développe le RIM-156 (une nouvelle version du SM-2 ER) qui disposera d'un moteur plus compact sur son propulseur : le MK72. Cela devrait permettre aux croiseurs Aegis de la classe Ticonderoga de disposer de missiles longue portée. Mais, en attendant, ce missile fonctionne comme tous les systèmes de tir à radar semi-actif en utilisant les dispositifs améliorés du RIM-2 Terrier ou du RIM-8 Talos :
Il comprend un radar de veille air ou surface/air tridimensionnel qui assure la détection et la désignation des cibles. Ces radars disposent en général de faibles puissances d'émission d'ondes radar mais dans des gammes de fréquence qui portent à de très longues distances.
Grâce aux systèmes de combat intégrés aux navires, les cibles sont définies par ordre de priorités : vitesse, direction... Lorsque l'appareil entre dans le périmètre des 185 kilomètres (portée efficace des SM-2ER la rampe de lancement double lance son missile, et recharge immédiatement à l'aide d'un barillet vertical contenant 40 missiles.
Le missile file vers sa cible à l'aide des données du radar de veille tridimensionnelle et d'un système de conduite inertielle. Arrivé à relative proximité de la cible, le missile passe en mode semi-actif en étant continuellement guidé par un des radars de poursuite. En général les radars de poursuite étaient installés à raison de deux radars par système de lancement. On ne peut pas engager plus de cibles que le navire ne porte de radars de tir. L'utilisation du système inertiel de guidage possède un double avantage : 
- il permet au missile de garder la bonne trajectoire.
- il empêche également à la cible de détecter trop tôt son approche : les avions actuels disposent de système d'alerte radar. Dès qu'un radar de poursuite ou de tir est verrouillé sur lui, le pilote le sait et peut commencer des manœuvres d'évitement, plus tôt est alerté le pilote, plus il a de chances d'éviter le missile. Avec ce genre de missile la tête chercheuse semi-active n'entre en action qu'à quelques kilomètres de l'objectif ce qui réduit d'autant les possibilités d'action du pilote.

## Déploiement

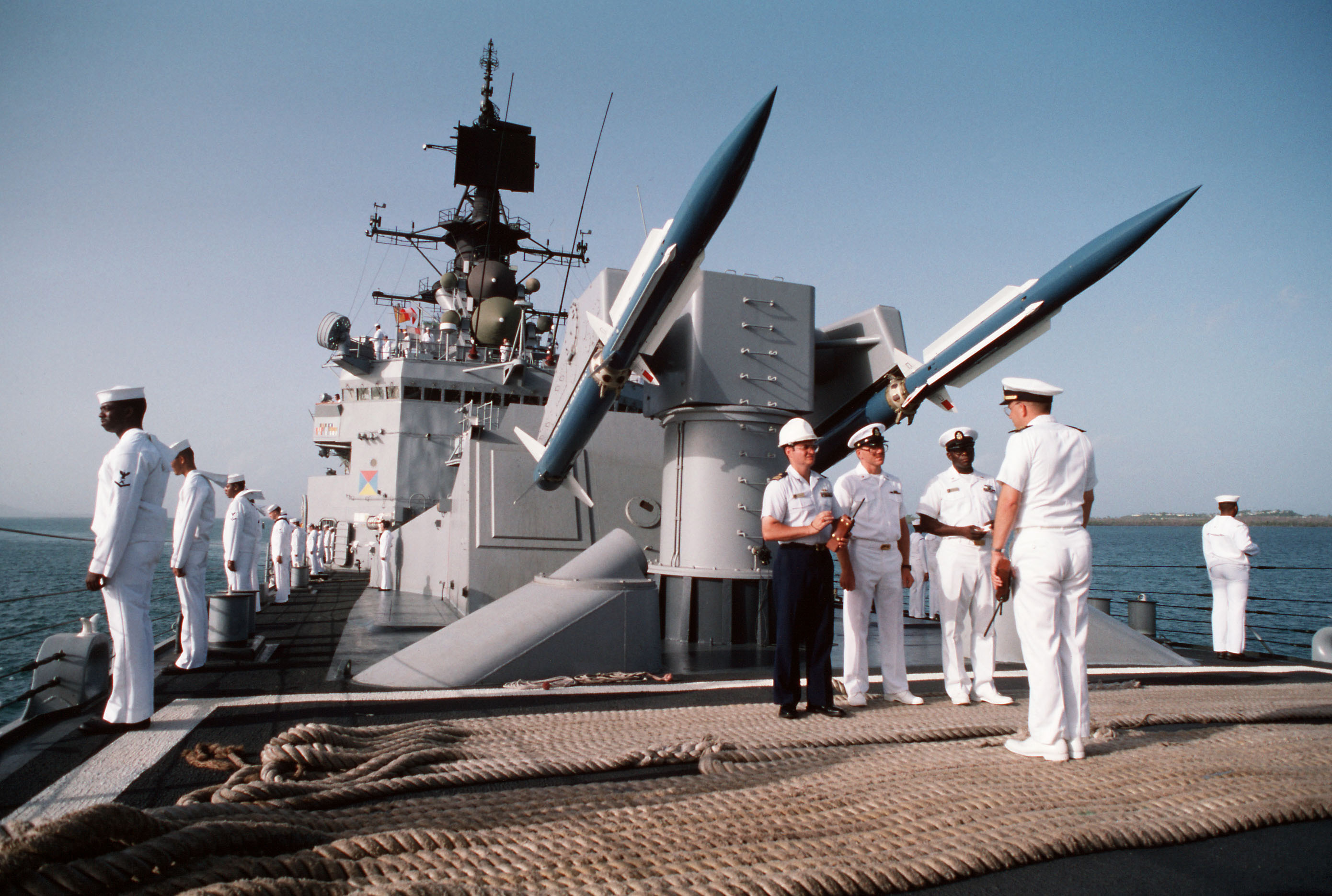
rampe double de RIM-67 sur l'USS Josephus Daniels (CG-27).

Le RIM-67 standard a été déployé sur les navires des classes suivantes, en remplaçant le RIM-2 Terrier. Tous les navires utilisaient le radar AN/SPG-55 d'orientation et la rampe de lancement missile MK-10. 
- L'USS Long Beach (CGN-9) armé du SM-1ER puis du SM-2ER avec NTU (programme de remise à niveau).
- Les destroyers de la classe Farragut qui disposaient seulement du SM-1ER.
- Les croiseurs de la classe Leahy armés du SM-1ER puis du SM-2ER avec NTU (programme de remise à niveau).
- L'USS Bainbridge (CGN-25) armé du SM-1ER puis du SM-2ER avec NTU (programme de remise à niveau).
- Les croiseurs de la classe Belknap armé du SM-1ER puis du SM-2ER avec NTU (programme de remise à niveau).
- L'USS Truxtun CGN-35 (en) armé du SM-1ER puis du SM-2ER avec NTU (programme de remise à niveau).

Aujourd'hui le RIM-156 standard Bloc IV, utilise le VLS Mk41, le radar AN/SPY-1 pour la trajectoire montante et la trajectoire d'orientation à mi-parcours ainsi que l'AN/SPG-62 de guidage terminal. 
- Les croiseurs de la classe Ticonderoga (dans des unités de lancement verticaux uniquement)
- Les destroyers de la classe Arleigh Burke

Le dernier navire à exploiter le RIM-67 était le croiseur italien Vittorio Veneto (550) retiré du service actif en 2003. Ce navire a d'ailleurs été le seul navire ne faisant pas partie de la flotte américaine à embarquer ce missile.

## Sources
- (en) RIM-67 Standard
- (en) Raytheon (General Dynamics) RIM-67 Standard ER, Directory of U.S. Military Rockets and Missiles.
- (en) RIM-66 / RIM-67 Standard Missile, Military Analysis Network.